# Проне Луго
Аскар Луго (исп. Azkar Lugo Fútbol Sala) — испанский мини-футбольный клуб из города Луго. Основан в 1984 году.
Играет в Почётном дивизионе с сезона 2000—01 с перерывом в сезоне 2001—02. Лучшее достижение в регулярном чемпионате — 5 место в сезоне 2007—08, в плей-офф дальше четвертьфинала не проходил. В 2005 году, одолев в финале португальскую «Боавишту», клуб стал обладателем Кубка обладателей кубков по мини-футболу (Recopa Cup). Право на участие в турнире он получил благодаря выходу в финал Кубка Испании 2005 года, где со счётом 3:4 уступил «Бумеранг Интервью».

## Достижения клуба
- Кубок обладателей кубков по мини-футболу 2004-05

## Бывшие известные игроки
| - Винисиус - Хавьер Лоренте - Марсело |  | - Ороль - Фернандиньо |